# Alfred Møller (arkitekt)
 Der er flere personer med dette navn, se Alfred Møller.
Julius Alfred Vilhelm Møller (31. marts 1858 i København – 11. december 1939 sammesteds) var en dansk arkitekt, politiker og redaktør.

## Uddannelse
Han var søn af sølvkammerbetjent Jens Petersen Møller (1835-) og Ane Kirstine Petersen (1835-?). Efter at have været i murerlære hos Vilhelm Køhler blev han fra Det tekniske Institut dimittere! til Kunstakademiet, som han gennemgik fra oktober 1876 til den 29. januar 1885, da han fik afgangsbevis som arkitekt; samtidig havde han været elev af Charles Abrahams. 

## Karriere
Sammen med arkitekt Philip Smidth vandt han 1883 første præmie ved konkursen til en teknisk skole i Aarhus og i 1888 en præmie ved skitsekonkursen til en frilagerbygning i København. For 1. Ingeniørdirektions 2. Bygningsdistrikt udførte han tegningerne til 2. Artilleriregiments kaserne på Amager og til Laboratorieafdelingens kaserne på Christianshavn. I oktober 1894 associerede han sig med arkitekt Henrik Hagemann og fra september samme år og indtil 1901 var han redaktør af Arkitekten, Tidsskrift for Bygningsvæsen (ikke at forveksle med Architekten, som blev udgivet af Akademisk Arkitektforening. Møller havde dog et samarbejde med sidstnævnte.). Samarbejdet med Hagemann varede til ca. 1904. Møller var også redaktør af N.C. Roms Lommebog for Bygningshaandværkere, Arkitekter, m.Fl., som udkom i årene 1899-1923. Alfred Møller var desuden medlem af Københavns Borgerrepræsentation 1892-1902.

## Stil
Artillerivejens Kaserne, som blev indviet i april 1891, bestod af to treetages officersbygninger i grundmur og træstalde, grupperet omkring en ridebane, desuden opførtes magasiner, gymnastikhus, smedje m.m. i træ og tagpap. Kun den ene officersbygning og en del af hegnsmuren står tilbage af dette anlæg. Der var tale om nøgtern brugsarkitektur i røde og gule mursten.
Alfred Møller bevægede sig i 1890'erne gennem snart sagt alle stilarter. Da J. Fisker og A. Volmer i 1897 indledte en sanering af Kristen Bernikows Gade som led i fornyelsen af København, indsendte Møller et ikke anvendt forslag sammen med Henrik Hagemann. Møller fik dog til opgave at tegne to ejendomme til den ny gade, Antoniehus i en slags veneziansk gotik og genboejendommen på Thalias grund, nu dagbladet BT, med konsolbåren karnap i midten og imposante vinduespartier. 
Til Borger- og Haandværkerforeningen i Nyborg anvendte Møller en italiensk villastil med loggia og udsigtstårn, mens forslagene til Glaciskarreen var renæssance. Hans bud på en restaurant i Marselisborg var i engelsk cottagestil. 
Han blev gift 9. august 1884 i København med Mathilde Elisabeth Nielsen (10. september 1861 smst. - 8. april 1943 smst.), datter af bybud, senere konduktør Jens Nielsen og Julie Kirstine Møller.
Han er begravet på Bispebjerg Kirkegård.

## Værker
- Artillerivejens Kaserne, Amager Fælled (1889-91, alt undtagen officersbygningen nedrevet)
- Laboratorieafdelingens kaserne for officerer, Bådsmandsstrædes Kaserne, nu Løvehuset, Christiania (1891, fredet 2006)
- Frederiksberggade 11, København (1894)
- Borger- og Haandværkerforeningen, Nyborg (1896-97, sammen med Henrik Hagemann)
- Forretningsejendom, nu BT, Kristen Bernikows Gade 8, København (1900)
- Antoniehus, nu del af Cityarkaden, Antonigade 10/Kristen Bernikows Gade 9-13, København (1900)
- Facade, Niels Hemmingsens Gade 4, København (1900)

Projekter:
- Fabrikant J.C. Tvedes villa, Platanvej 25, Frederiksberg (1879)
- Aarhus tekniske Skole, Aarhus (1883, præmieret, sammen med Philip Smidth)
- Frilagerbygning, Toldboden, København (1888, præmieret, konkurrence)
- Glaciskarré, Østerport (Oslo Plads), København (1898, sammen med Henrik Hagemann)
- Sanatorium, Vejle (1897, 1. præmie, sammen med Georg A. Rasmussen)
- Restaurant, Marselisborg Skov, Aarhus (1900, sammen med samme)